# Helictotrichon elongatum
Helictotrichon elongatum là một loài thực vật có hoa trong họ Hòa thảo. Loài này được (Hochst. ex A.Rich.) C.E.Hubb. mô tả khoa học đầu tiên năm 1936.